# Arnaldo Marconi
Arnaldo Marconi (Macerata, 10 giugno 1921 – Macerata, 21 luglio 2008) è stato un politico italiano.

## Biografia
Di professione avvocato, fu attivo nelle attività sindacali del Maceratese e studioso di questioni giuridiche legate alla mezzadria; ricoprì l'incarico di segretario locale della Cgil, poi segretario regionale della Cisl marchigiana e presidente provinciale dell'Acli.
Esponente della Democrazia Cristiana, di cui fu anche segretario del comitato comunale, venne eletto consigliere a Macerata alle elezioni comunali 1951 e fu sindaco di Macerata dal dicembre 1957 al novembre 1964.
Tra le sue iniziative da sindaco si ricordano il nuovo acquedotto cittadino, lo sviluppo di nuovi quartieri come Collevario e Santa Lucia, l'edilizia scolastica in città e nelle frazioni, la costruzione dello stadio comunale Helvia Recina, l'istituzione di nuove facoltà all'Università degli Studi di Macerata e il primo gemellaggio del comune con quello tedesco di Weiden in der Oberpfalz nel 1963.
Deceduto nel 2008 all'età di 87 anni. Gli sono stati intitolati i giardini pubblici di via Pagnanelli a Macerata, nel quartiere Pace, il 23 novembre 2019.